# Indo-iranianos

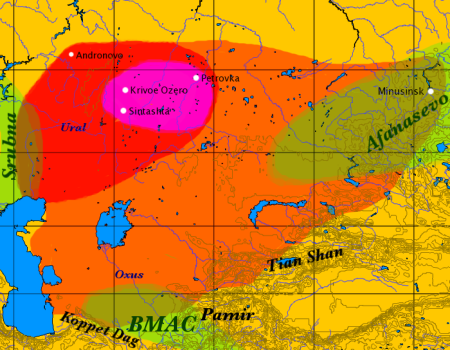
Mapa da cultura Sintashta-Petrovka (vermelho), sua expansão dentro da cultura Andronovo durante o segundo milênio a.C., mostrando a sobreposição com o complexo arqueológico Báctria-Margiana ao sul. A localização das mais antigas bigas está mostrada em púrpura.

Os povos indo-iranianos consistem dos povos indo-arianos, iranianos, dárdicos e nuristanis, ou seja, os falantes das línguas indo-iranianas. Um termo arcaico para estes povos é ariano.

## Origem
A candidata mais frequentemente citada para terra natal da cultura proto-indo-iraniana é o complexo arqueológico Andronovo, enquanto outros localizam sua origem dentro da civilização do Vale do Indo. Linguistas históricos de um modo geral avaliam que uma sequência contínua de línguas indo-iranianas provavelmente começaram a divergir por volta de 2000 a.C., se não antes, precedendo as culturas védica e iraniana. As formas registradas mais antigas destas línguas, o sânscrito védico e o avéstico, são muito similares, descendendo da língua proto-indo-iraniana comum. A origem e a relação entre as línguas nuristanis e aquelas dos grupos iranianos e índicos são completamente obscuras.

## Expansão

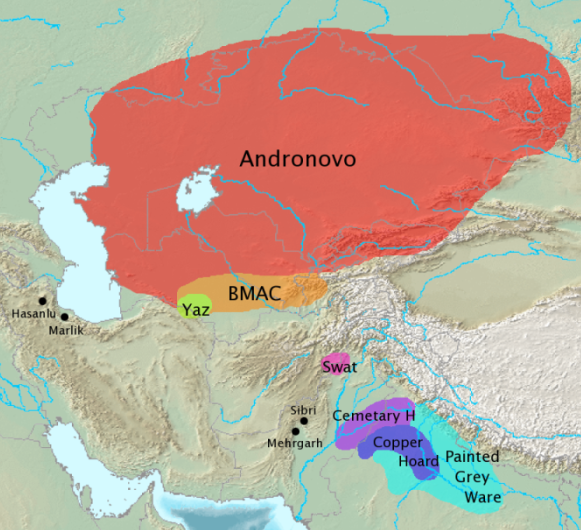
Culturas arqueológicas assiciadas com migrações indo-iranianas. As culturas Andronovo, BMAC e Yaz têm frequentemente sido associadas com migrações indo-iranianas.

Há várias hipóteses para a expansão dos indo-iranianos. Uma destas hipóteses sugere que os indo-iranianos se expandiram dentro da Ásia Central a partir do rio Ural a oeste até o Tian Shan a leste, tomando a área antes ocupada pela cultura Afanasevo, limitada pelas montanhas Transoxiana e Indocuche ao sul. Esta região se tornaria depois em sua maior parte exclusivamente iraniana.

### Teoria das duas ondas
Asko Parpola e outros acadêmicos propuseram um modelo de duas ondas (ou múltiplas ondas) para a migração dos iranianos e indo-iranianos.

#### Primeira onda
Baseados em evidências linguísticas, os acadêmicos argumentam que os indo-iranianos foram os primeiros a utilizar de forma aproveitável as bigas, capitaneando o que às vezes é chamado de primeira onda de expansão indo-iraniana. Assume-se que esta expansão chegou ao Cáucaso, ao planalto iraniano, ao Afeganistão e à Índia. Eles também chegaram à Mesopotâmia e à Síria e introduziram a cultura do cavalo e biga nesta parte do mundo.
Eles deixaram resquícios linguísticos em um manual de treinamento de cavalos hitita escrito por um certo Kikkuli, o mitanita. Outra evidência é encontrada em referências aos nomes dos governantes de Mitani e aos deuses em que eles depositavam confiança em seus tratados; estes restos foram encontrados nos arquivos dos vizinhos dos mitanitas, datados de aproximadamente 1500 a.C.
O modelo padrão para a entrada das línguas indo-europeias na Índia é o da primeira onda que atravessou o Indocuche, alcançando as nascentes do  rio Indo ou do rio Ganges (ou, provavelmente, as duas). O estrato mais antigo do sânscrito védico, preservado apenas no Rig Veda, é datado em aproximadamente 1200 a.C. A partir do Indo, as línguas indo-arianas se disseminaram com os migrantes que, de 1500 a.C. até 500 a.C., foram capazes de se espalhar sobre todo o norte e centro do subcontinente indiano, com exceção do extremo sul. Os indo-arianos nestas regiões estabeleceram vários reinos poderosos e principados, do Afeganistão oriental até a entrada de Bengala. O mais poderoso destes reinos foi Mágada, que durou até o século IV a.C., quando foi conquistado Chandragupta Máuria e anexado ao Império Máuria.
No Afeganistão oriental e no sudoeste do Paquistão, não importando qual a língua indo-ariana que era falada, elas foram finalmente empurradas pelas línguas iranianas. A maioria das línguas indo-arianas, no entanto, foram e ainda são importantes no resto do subcontinente indiano. Atualmente, as línguas indo-arianas são faladas na Índia, Paquistão, Bangladesh, Nepal, Sri Lanka e Maldivas.

#### Segunda onda
A segunda onda é interpretada como onda iraniana. Os iranianos dominaram toda a Ásia Central, o Irã e, por um período considerável, dominaram a estepe europeia (a moderna Ucrânia) e penetraram ao norte na Rússia e para oeste na Europa central e oriental tanto nos tempos históricos quanto na Era Cristã. Os primeiros iranianos a alcançar o mar Negro devem ter sido os cimérios no século VIII a.C., embora sua conexão linguística seja incerta. Eles foram seguidos pelos citas, que eram considerados o ramo ocidental dos sacas centro-asiáticos. Os cambojas rigvédicos devem corresponder ao ramo nuristani do indo-ariano. Os medos, partos e persas começam a surgir no planalto Iraniano a partir de cerca de 800 a.C., e os aquemênidas substituíram o domínio elamita a partir de 559 a.C. Por volta do ano 1000 da Era Cristã, os pachtuns e os balúchis começaram a se estabelecer na margem oriental do planalto Iraniano, na fronteira montanhosa do noroeste da Índia, no que agora é conhecido Khyber Pakhtunkhwa e Baluchistão, desalojando os indo-arianos desta região.
Na Ásia Central, a cultura e as línguas turcomanas substituíram as iranianas, mas uma minoria substancial permaneceu no Uzbequistão e no Turcomenistão. As línguas iranianas estão agora confinadas ao Irã, Curdistão, Afeganistão, Paquistão ocidental, Tajiquistão, Turquia e Cáucaso.

### O modelo da expansão a partir da Índia
A teoria da expansão a partir da Índia como sugerida pelo belga Koenraad Elst afirma que os indo-iranianos eram remanescentes da cultura proto-indo-europeia que viveu no subcontinente indiano no quinto milênio a.C.. Após a separação dos proto-indo-iranianos, os iranianos teriam migrado na direção do Indocuche e finalmente na direção da Ásia Central, fazendo sua descoberta da biga durante este período.
A expansão iraniana então continuou através da Ásia Central até a Mesopotâmia, formando um grande império iraniano. Este conceito é similar à segunda onda das migrações indo-iranianas. As línguas iranianas se tornaram extintas nestes territórios orientais como consequência da expansão turca. Durante este período da expansão para oeste dos iranianos, sugere-se que os indo-arianos tenham viajado em direção ao leste através das planícies do Ganges. Eles ocuparam a maior parte do norte da Índia através destes movimentos saindo do Vale do Indo.

## Arqueologia
As culturas arqueológicas associadas com a expansão indo-iranianas incluem:
- Ásia Central
  - Cultura Poltavka (2700 a.C.-2100 a.C.)
  - Andronovo (2200 a.C.-1000 a.C.)
    - Sintashta-Petrovka-Arkaim (2200 a.C.-1600 a.C.)
    - Alakul (2100 a.C.-1400 a.C.)
    - Fedorovo (1400 a.C.-1200 a.C.)
    - Alekseyevka (1200 a.C.-1000 a.C.)

  - Complexo arqueológico Báctria-Margiana (2200 a.C.-1700 a.C.)
  - Cultura Srubna (2000 a.C.-1100 a.C.)
  - Cultura Abashevo (1700 a.C.-1500 a.C.)
  - Cultura Yaz (1500 a.C.-1100 a.C.)
- Índia
  - Cultura Swat (1600 a.C.-500 a.C.)
  - Cultura do Cemitério H (1900 a.C.-1300 a.C.)
  - Cultura artigos pintados de cinza (1100 a.C.-350 a.C.)
- Irã
  - Cultura iraniana ocidental de artigos cinzentos anterior (1500 a.C.-1000 a.C.)
  - Cultura iraniana ocidental de artigos amarelos porsterior (900 a.C.-700 a.C.)

Parpola (1999) sugere as seguintes identificações:
| Período        | Cultura arqueológica                                         | Identificação sugerida por Parpola |
| -------------- | ------------------------------------------------------------ | --- |
| 2800-2000 a.C. | Culturas Catacumba tardia e Poltavka                         | PIE tardio a proto-indo-iranianos |
| 2000-1800 a.C. | Culturas Srubna e Abashevo                                   | Proto-iranianos |
| 2000-1800 a.C. | Petrovka-Sintashta                                           | Proto-indo-arianos |
| 1900-1700 a.C. | Complexo arqueológico Báctria-Margiana                       | "Proto-Dasa" indo-arianos se estabelecem nas povoações CABM existentes, derrotados pelos "proto-rigvédicos" indo-arianos por volta de 1700 a.C. |
| 1900-1400 a.C. | Cemitério H                                                  | Dasa indianos |
| 1800-1000 a.C. | Alakul-Fedorovo                                              | Indo-arianos, incluindo os "proto-sauma-arianos" praticando o culto Soma                                                                        |
| 1700-1400 a.C. | Cultura Swat antiga                                          | Proto-rigvédicos = Proto-dárdicos |
| 1700-1500 a.C. | Complexo arqueológico Báctria-Margiana tardio                | "Proto-sauma-dasa", assimilação dos proto-dasa e proto-sauma-arianos                                                                            |
| 1500-1000 a.C. | Iranianos dos artigos cinzentos antigos                      | Mitani-arianos (desdobramento dos "proto-sauma-dasa")                                                                                           |
| 1400-800 a.C.  | Cultura Swat tardia e Punjab, artigos pintados de cinza      | Rigvédicos tardios |
| 1400-1100 a.C. | Yaz II-III, Seistan                                          | Proto-avésticos |
| 1100-1000 a.C. | Iranianos ocidentias tardios dos artigos pintados de amarelo | Proto-persas, proto-Medas |
| 1000-400 a.C.  | Culturas da Idade do Ferro de Xinjang                        | Proto-saca |

## Língua
A lingua indo-europeia falada pelos indo-iranianos no final do terceiro milênio a.C. era uma língua Satem ainda não removida muito próxima do proto-indo-europeu, e que foi removida em poucos séculos a partir do sânscrito védico do Rig Veda. A principal mudança fonológica separando o proto-indo-iraniano do proto-indo-europeu foi o colapso das vogais apofônicas *e, *o, *a numa única vogal, a proto-indo-iraniana *a.
Entre as mudanças sonoras do proto-indo-iraniano para o indo-ariano está a perda da sonora sibilante *z, enquanto para o iraniano está a desaspiração das sonoras aspiradas do PIE.
| - Biga - Soma (divindade) - Mitra (divindade) - Cultura Andronovo - Complexo arqueológico Báctria-Margiana | - Indo-arianos - Migração indo-ariana - Mitani - Ariavarta - Hinduísmo | - Iranianos - Avestá - Zoroastrismo | - Língua proto-indo-iraniana - Sânscrito védico - Avéstico - Satemização - Língua grego-ariana | - Relações Irã-Índia - Relações Irã-Paquistão |